# 1 Pułk Strzelców Polskich (WP na Wschodzie)
1 Pułk Strzelców Polskich (1 psp) – oddział piechoty Wojska Polskiego na Wschodzie.

## Formowanie i zmiany organizacyjne
Pułk został sformowany w lutym 1917 roku w Kijowie w składzie Dywizji Strzelców Polskich. W swej strukturze posiadał trzy bataliony piechoty. Od jesieni 1917 wszedł w skład 1 Dywizji Strzelców Polskich I Korpusu. Na dzień 14 grudnia 1917 liczył 829 żołnierzy frontowych. W okresie reorganizacji wojsk i koncentracji, w dniu 1 kwietnia 1918 stacjonował w Bychowie.

## Żołnierze pułku
Dowódcy pułku
- płk Julian Pieńkowski
- płk Lucjan Żeligowski

Inni żołnierze pułku
- Stanisław Undas

| Kawalerowie Wstęgi Amarantowej                                                                 | Kawalerowie Wstęgi Amarantowej  | Kawalerowie Wstęgi Amarantowej    |
| ---------------------------------------------------------------------------------------------- | ------------------------------- | --------------------------------- |
| Na mocy rozkazu dowódcy I Korpusu Polskiego z 19 marca 1918 udekorowani zostali za waleczność: |                                 |                                   |
| podkpt. Antoni Olkowski                                                                        | podkpt. Maliszewski             | podkpt. Wojciech Ostrowski        |
| por. Józef Ostrowski                                                                           | por. Kazimierz Soldetraff       | por. Mieczysław Łukowski          |
| por. Leon Peszyński                                                                            | por. Mieczysław Ejmontowicz     | por. Ostkiewicz-Rudnicki          |
| ppor. Henryk Ostrowski                                                                         | ppor. Henryk Godlewski          | ppor. Gurowski                    |
| ppor. Karac                                                                                    | ppor. Lucjan Zubrzycki          | ppor. Witold Neuman               |
| ppor. Aleksander Backiewicz                                                                    | ppor. Bolesław Neyman           | ppor. Mieczysław Smoleński        |
| ppor. Malinowski                                                                               | chor. Labocki                   | chor. Antoni Grudziński           |
| pchor. Franciszek Majchrzak                                                                    | st. podof. Adam Tarnowski       | st. podof. Aleksander Mrówczyński |
| mł. podof. Piotr Makarski                                                                      | mł. podof. Stanisław Petlak     | st. strz. Aleksander Miedziany    |
| st. strz. Stanisław Janeczek                                                                   | strz. Michał Kowalski           | strz. Jan Niewiadomski            |
| strz. Wacław Doliński                                                                          | strz. Michał Marczuk            | strz. Antoni Rakowski             |
| strz. Andrzej Pronobis                                                                         | strz. Adolf Polipski            | st. podof. Konstanty Kowalski     |
| st. podof. Rudolf Nowezunan                                                                    | st. podof. Ryszard Linka        | mł. podof. Bronisław Kalwasiński  |
| mł. podof. Leon Januszewski                                                                    | mł. podof. Jan Buszek           | mł. podof. Wincenty Osiński       |
| mł. podof. Piotr Dombrowski                                                                    | mł. podof. Michał Szczęsny      | st. strz. Feliks Sprakowski       |
| st. strz. Henryk Majewski                                                                      | strz. Wiktor Gross              | strz. Felicjan Borysiewicz        |
| sierż. Zygmunt Karlikowski                                                                     | st. podof. Józef Doilaj         | mł. podof. Mieczysław Kondrat     |
| st. strz. Leon Pajewski                                                                        | st. strz. Władysław Grudniewski | st. strz. Aleksander Golenko      |
| strz. Kazimierz Wiatr                                                                          | strz. Jan Wrag                  | strz. Andrzej Dziedzic            |
| strz. Antoni Wolski                                                                            | strz. Wojciech Lerak            | strz. Szczepan Pustelnia          |
| strz. Walenty Mendygrała                                                                       | strz. Tymoteusz Żukowski        | st. strz. Piotr Czepielewski      |
| strz. Stanisław Waluga                                                                         | strz. Andrzej Rydzewski         | wolontariusz Jerzy Soldenhoff     |
| st. podof. Władysław Popławski                                                                 | st. podof. Ignacy Jabłonowski   | strz. Józef Puszczałkowski        |
| strz. Eugeniusz Janda                                                                          |                                 |                                   |